# Détroit du Vicomte-Melville
Le détroit du Vicomte-Melville est un détroit séparant l'île Melville (Nord) et l'île Victoria (Sud) et le détroit de McClure (Ouest) au détroit de Barrow (Est) dans l'archipel arctique canadien, dans la région du Nunavut au Canada. C'est une partie du Passage du Nord-Ouest.
En 1853, Edward Belcher abandonna son navire, le HMS Resolute, dans ce détroit alors qu'il était à la recherche de l'expédition Franklin.